# Palombaro
Palombaro és una localitat de 1.146 habitants de la província de Chieti: forma part de la Comunità Montana della Maielletta.

## Evolució demogràfica
| Gràfica d'evolució de Palombaro entre 1861 i 2001 |
|                                                   |